# デヴィッド・ウィーター
デヴィッド・ジェイムズ・ピーター・ウィーター（David James Peter Wheater, 1987年2月14日 - ）は、イングランド北部のノース・ヨークシャー州レッドカー出身の元サッカー選手。現役時代のポジションはディフェンダー。

## 所属クラブ
- ミドルズブラFC 2004-2011.1

→ ドンカスター・ローヴァーズFC (loan) 2006
→ ウルヴァーハンプトン・ワンダラーズFC (loan) 2006
→ ダーリントンFC (loan) 2007
- ボルトン・ワンダラーズFC 2011.1-2019
- オールダム・アスレティックAFC 2019-2021
- ダーリントンFC 2022-2023